# Proboscidea parviflora
Proboscidea parviflora är en martyniaväxtart. Proboscidea parviflora ingår i släktet bockhornssläktet, och familjen martyniaväxter.

## Underarter
Arten delas in i följande underarter:
- P. p. gracillima
- P. p. parviflora
- P. p. sinaloensis
- P. p. hohokamiana

## Bildgalleri

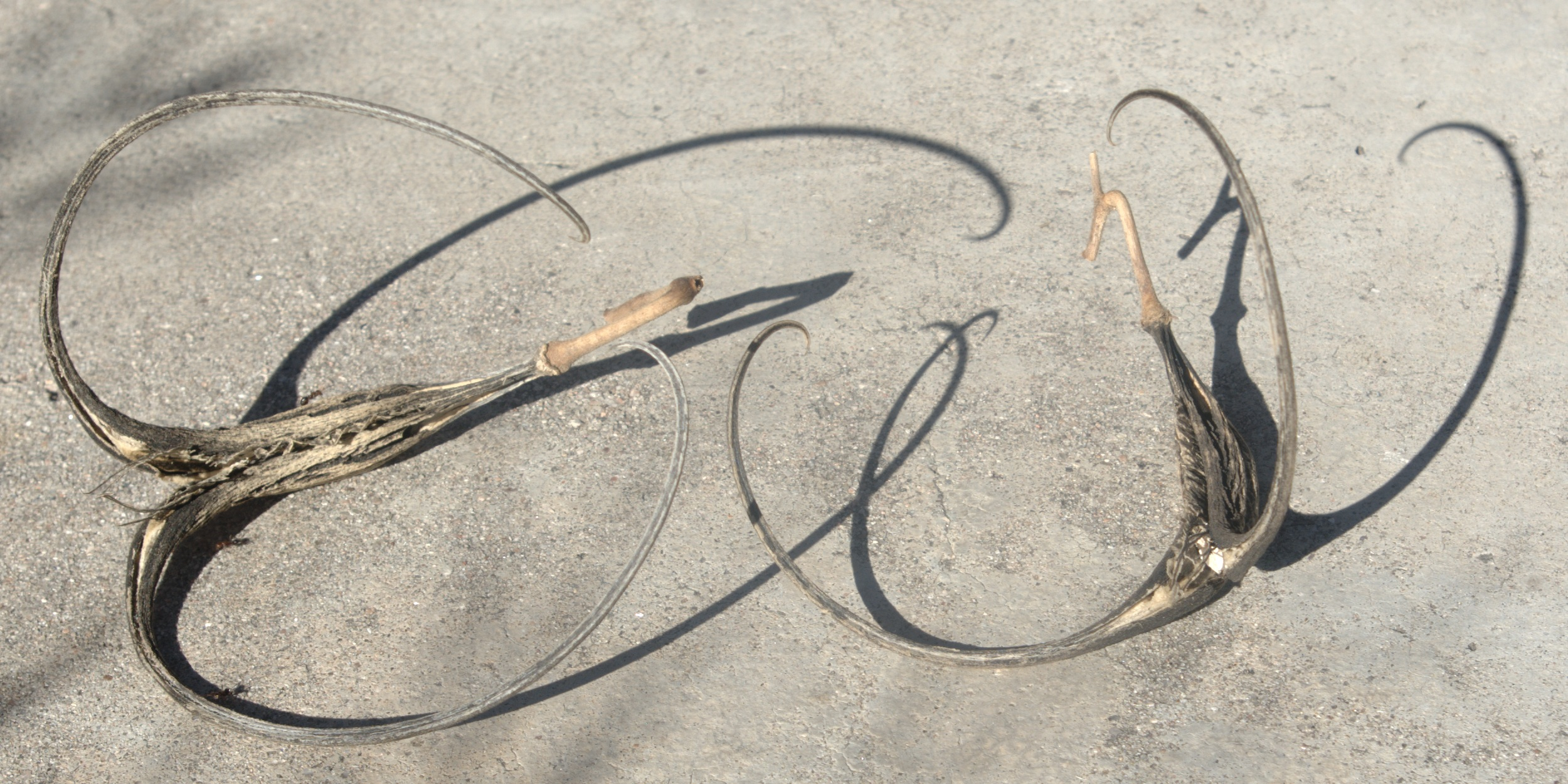
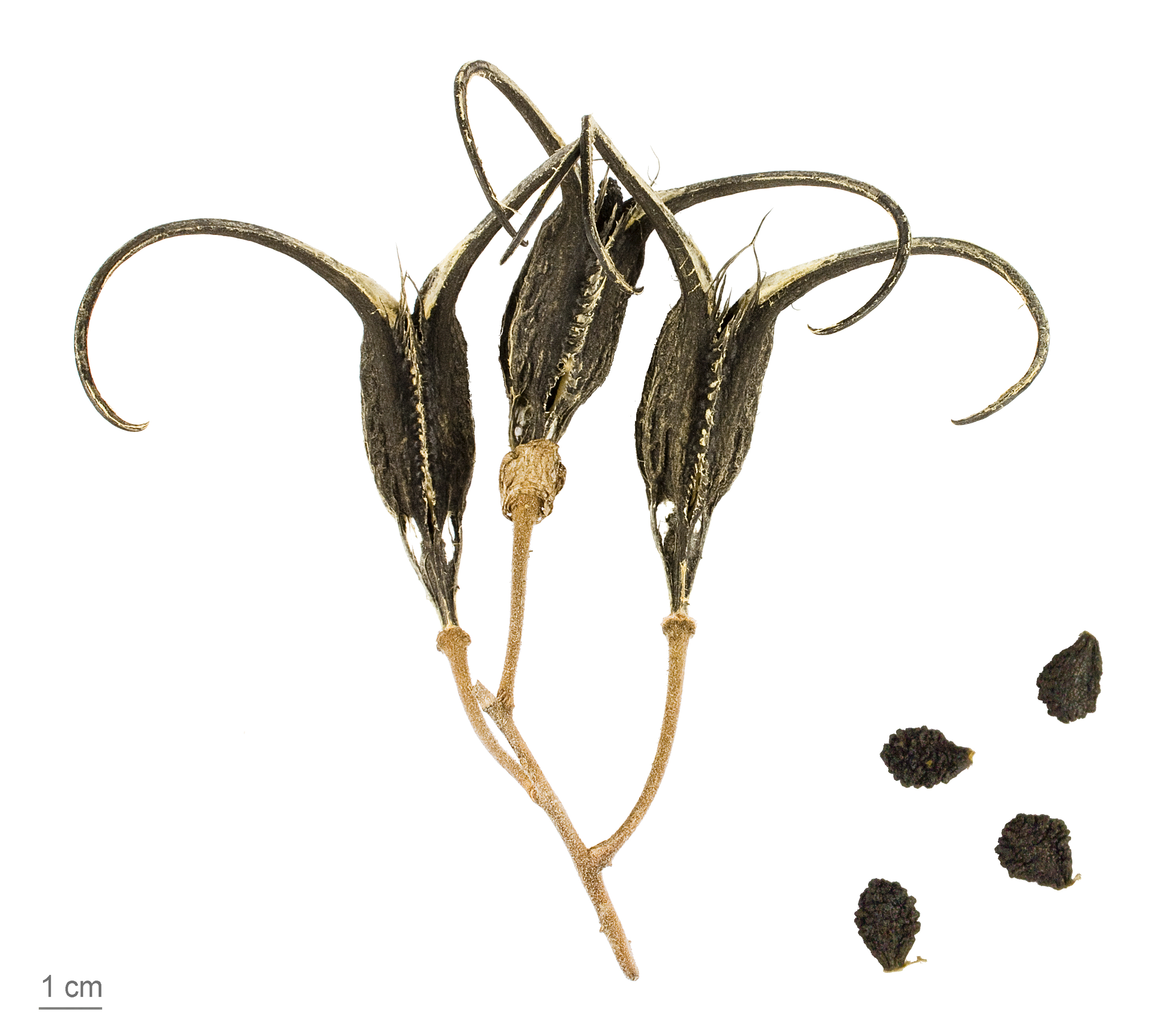